# Samagaltai
Samagaltai (russisch Самагалта́й, tuwinisch Самагалдай) ist ein Dorf (selo) in der Republik Tuwa in Russland mit 3233 Einwohnern (Stand 14. Oktober 2010).

## Geographie
Der Ort liegt etwa 130 km Luftlinie südsüdöstlich der Republikhauptstadt Kysyl am südlichen Rand des Östlichen Tannu-ola-Gebirges, im äußersten Nordosten des Uws-Nuur-Beckens. Er befindet sich am Tyttyg-Chem (im Unterlauf auch Samagaltai), der gut 15 km südwestlich von rechts in den Tes-Chem mündet.
Samagaltai ist Verwaltungszentrum des Koschuuns (Rajons) Tes-Chemski sowie Sitz und einzige Ortschaft der Landgemeinde (selskoje posselenije) Samagaltaiski sumon.

## Geschichte
Das Dorf gehört zu den ältesten Ortschaften auf dem Gebiet der Republik. Bereits im 18. Jahrhundert wurde es als buddhistische religiöse Stätte erwähnt. 

### Verwaltungszentrum
Bis zur Unabhängigkeitserklärung der Tuwinischen Volksrepublik 1921 mit Hauptstadt im späteren Kysyl befand sich der Verwaltungssitz der Region Urjanchai offiziell in Samagaltai, wenngleich sich Belozarsk (Kysyl) bereits kurz nach seiner Gründung 1914 zum Zentrum entwickelt hatte. Seit 1923 ist Samagaltai Sitz des Tes-Chemski koschuun, benannt nach dem bedeutendsten Fluss auf seinem Gebiet.

### Bevölkerungsentwicklung
| Jahr | Einwohner |
| ---- | --------- |
| 1959 | 1542      |
| 1970 | 2078      |
| 1979 | 2712      |
| 1989 | 3648      |
| 2002 | 3507      |
| 2010 | 3233      |

Anmerkung: Volkszählungsdaten

## Verkehr
Das Dorf liegt an der föderalen Fernstraße R257, die von Krasnojarsk über Abakan und Kysyl kommend weiter über das südlich benachbarte Koschuunzentrum Ersin zur gut 80 km entfernten mongolischen Grenze führt. In Samagaltai zweigt in westlicher Richtung die Regionalstraße 93N-39 nach Ak-Tschyraa ab, von dort weiter als 93N-21 ins 200 km entfernte westlich benachbarte Koschuunzentrum Chandagaity.

## Söhne und Töchter der Stadt
- Ayas Eres-Oolowitsch Kuular (* 1979), Musiker und Kulturfunktionär
- Tsevilmaa "Tsveta" Shoiovna Baiyr-ool (* 1993), Musikerin und Gründungsmitglied der Band Otyken